# Matilde Marín Chinchilla
Matilde Marín Chinchilla (San José, 29 de junio de 1931 - 29 de septiembre de 1986) fue una economista y política costarricense. Marín ejerció diversos cargos públicos incluyendo gobernadora de la provincia de San José, primera alcaldesa del cantón de San José y diputada en los períodos 1966-1970 y 1982-1986. Perteneció al Partido Liberación Nacional. Su hija Ana Istarú es escritora.
Marín cursó sus estudios de secundaria en el Colegio Superior de Señoritas graduándose con honores y estudió Economía en la Universidad de Costa Rica y cursó estudios en Alemania y la Unión Soviética sobre desarrollo municipal, desarrollo urbano, participación femenina y cultural.
Entre 1955 y 1960 ejerció como economista del Departamento de Estudios Económicos del Banco Central de Costa Rica, fue gobernadora de San José cuando el cargo era designado por el Ministerio de Gobernación. También fue la primera Ejecutiva Municipal de San José a partir de la creación del cargo en 1970 con el Código Municipal. Como diputada fue la primera mujer en presidir la Comisión de Económicos y Hacendarios, y la primera mujer candidata a la presidencia de la Asamblea (1985), aunque no obtuvo el cargo al ser traicionada durante la elección por algunos diputados de su propio partido, hecho conocido como Mayo Negro. También representó a Costa Rica en la Conferencia de las Naciones Unidas sobre Derechos Humanos de Teherán, 1968. También fue Presidenta de la Asociación de Amigos de la Juventud, Presidenta y Vicepresidenta de la Mesa Redonda Panamericana, fundadora de la Organización de Ciudadanos Costarricenses y Vicepresidenta de la Asociación Cristiana de Jóvenes de Costa Rica. Actualmente el auditorio de la Municipalidad de San José lleva su nombre.